# Gabriel Luna
Gabriel Isaac Luna (Austin, 5 dicembre 1982) è un attore statunitense.

## Biografia
Luna ha fatto il suo debutto come attore cinematografico nel film drammatico Fall to Grace, che è stato presentato in anteprima al South by Southwest nel marzo 2005. Nel 2011 ha avuto un ruolo secondario nella commedia nera Bernie, diretta da Richard Linklater. In televisione ha avuto ruoli minori nella serie di Fox Prison Break (2008), nel film televisivo di HBO Temple Grandin - Una donna straordinaria (2010), nella serie thriller Touch (2013) e nel poliziesco di CBS NCIS: Los Angeles (2013). Nel 2015 Luna ha interpretato Miguel Gilb nella seconda stagione della serie antologica di HBO True Detective. Nello stesso anno è apparso nel film drammatico Freeheld - Amore, giustizia, uguaglianza, diretto da Peter Sollett. Nel 2016 Luna è il pilota motociclistico Eddie Hasha nella miniserie di Discovery Channel Harley and the Davidsons. Nel luglio dello stesso anno, è stato annunciato che si sarebbe unito al cast della quarta stagione di Agents of S.H.I.E.L.D. nel ruolo di Robbie Reyes / Ghost Rider. Nell'aprile 2018 è stato scelto per interpretare il malvagio Terminator Rev-9 in Terminator - Destino oscuro. Dal 2022 veste i panni di Tommy Miller nella serie di HBO The Last of Us, tratta dall'omonimo videogioco. Nel marzo 2025 si è unito al cast della seconda stagione di The Terminal List.

### Vita privata
Il 20 febbraio 2011 Luna ha sposato l'attrice rumena Smaranda Ciceu.

## Filmografia

### Attore

#### Cinema
- Fall to Grace, regia di Mari Marchbanks (2005)
- Dance with the One, regia di Michael Dolan (2010)
- Bernie, regia di Richard Linklater (2011)
- Spring Eddy, regia di George Anson (2012)
- Palle fuori (Intramural), regia di Andrew Disney (2014)
- Freeheld: Amore, giustizia, uguaglianza (Freeheld), regia di Peter Sollett (2015)
- Gravy, regia di James Roday (2015)
- Transpecos, regia di Greg Kwedar (2016)
- Hala, regia di Minhal Baig (2019)
- Terminator - Destino oscuro (Terminator: Dark Fate), regia di Tim Miller (2019)
- Eddie & Sunny, regia di Desmond Devenish (2022)

#### Televisione
- Prison Break – serie TV, episodio 3x10 (2008)
- Temple Grandin - Una donna straordinaria (Temple Grandin), regia di Mick Jason – film TV (2010)
- Touch – serie TV, episodio 2x07 (2013)
- NCIS: Los Angeles – serie TV, episodio 4x24 (2013)
- Matador – serie TV, 13 episodi (2014)
- True Detective – serie TV, 3 episodi (2015)
- Wicked City – serie TV, 8 episodi (2015)
- Harley & The Davidsons – miniserie TV, 2 puntate (2016)
- Rosewood – serie TV, episodio 2x03 (2016)
- Agents of S.H.I.E.L.D. – serie TV, 9 episodi (2016-2017)
- Patti and Marina – serie TV, episodio 1x05 (2017)
- Scuro/Web (Dark/Web) – serie TV, episodio 1x03 (2019)
- The Last of Us – serie TV, 7 episodi (2023-2025)
- FUBAR – serie TV, 8 episodi (2023)

### Doppiatore
- Love, Death & Robots – serie animata, episodio 3x05 (2022)
- Secret Level – serie animata, episodio 1x03 (2024)

### Produttore
- B.O.O.S.T., regia di Jeremiah Ocanas (2015)
- Patti and Marina – serie TV (2017)

## Doppiatori italiani
Nelle versioni in italiano delle opere in cui ha recitato, Gabriel Luna è stato doppiato da:
- Mirko Mazzanti in Transpecos, Bernie
- Edoardo Stoppacciaro in Freeheld: Amore, giustizia, uguaglianza
- Luca Mannocci in Agents of S.H.I.E.L.D.
- Maurizio Merluzzo in Matador
- Fabrizio De Flaviis in Terminator - Destino oscuro
- Francesco Venditti in The Last of Us
- Riccardo Scarafoni in FUBAR

Da doppiatore è sostituito da:
- Simone Mori in Love, Death & Robots
- Andrea Lavagnino in Secret Level